# 안나 본 하우스볼프
안나 본 하우스볼프(Anna von Hausswolff, 1986년 9월 6일 ~ )는 스웨덴의 싱어송라이터, 피아노, 오르간 연주자이다.

## 음반 목록
- Track of Time (2010)
- Singing From the Grave (2010)
- Ceremony (2013)
- The Miraculous (2015)
- Dead Magic (2018)
- All Thoughts Fly (2020)